# Cliobata trimaculata
Cliobata trimaculata är en tvåvingeart som först beskrevs av Leander Czerny 1932.  Cliobata trimaculata ingår i släktet Cliobata och familjen skridflugor. Inga underarter finns listade i Catalogue of Life.